# Bazilika svatého Eufrazia
Bazilika sv. Eufrazia je ústřední budova Biskupského komplexu v Poreči. Její počátky sahají až do 6. století, kdy její základ zde položil biskup Eufrazius. Bazilika se dochovala až dodnes, přičemž v průběhu 20. století byla několikrát restaurována. Pro svou historickou hodnotu byla bazilika v roce 1997 zapsána na seznam světového dědictví UNESCO.

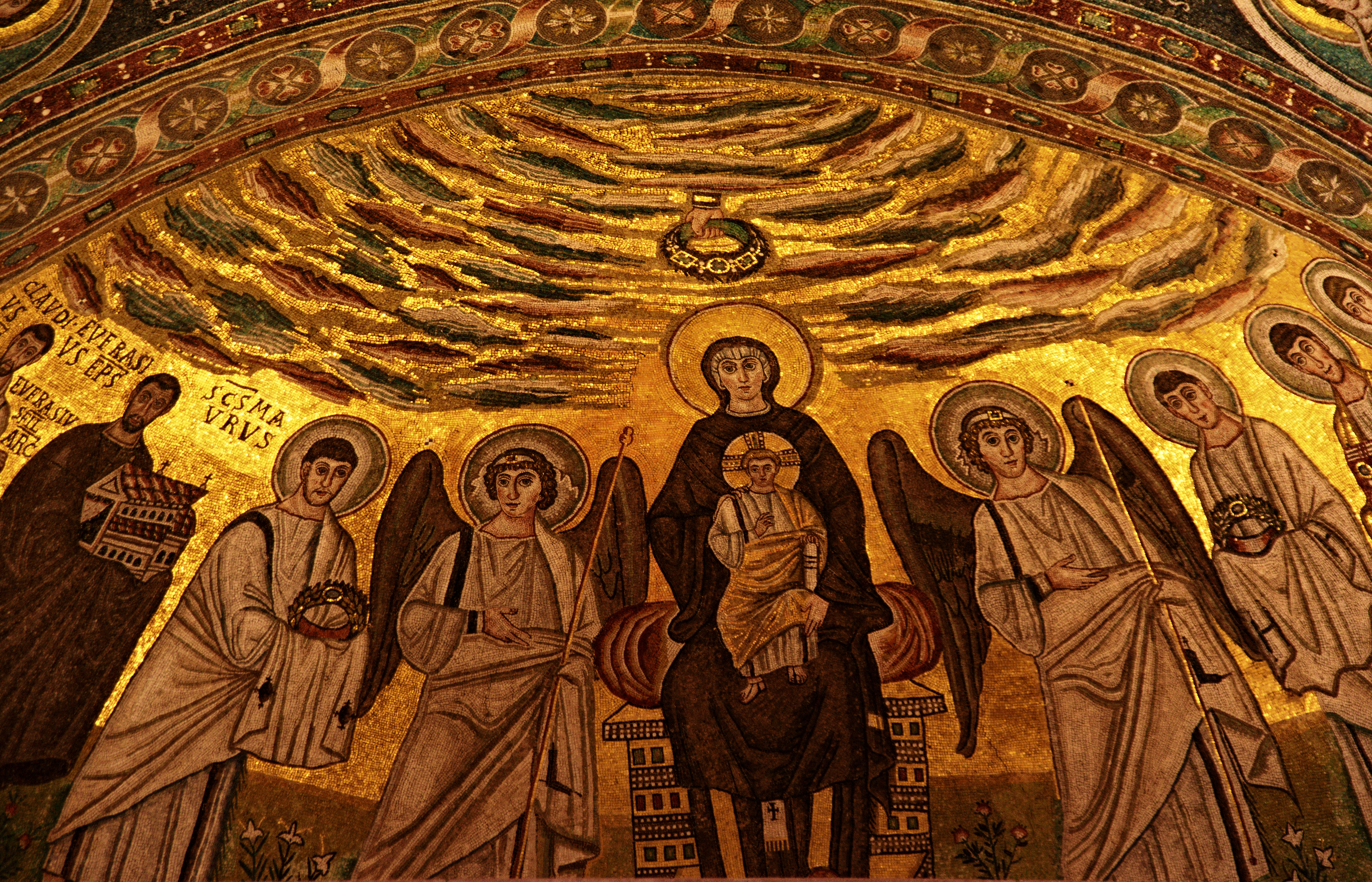
Mozaika v hlavní apsidě katedrály v Poreči

Bazilika sama o sobě výjimečným způsobem kombinuje klasické a byzantské prvky. Na místě, kde se dnes nachází rozsáhlý komplex baziliky stál původně raně křesťanský kostelík postavený v 6. století. Biskup Eufrasius, který baziliku vybudoval, mimo jiné použil kamení z bývalého kostela. Díky tomu se ve stavbě zachovaly bloky kvalitního marmarského mramoru. Stavba baziliky započala roku 553.